# Боранбаев, Кайрат Советаевич
Кайрат Советаевич Боранбаев (каз. Қайрат Советайұлы Боранбаев; род. 22 сентября 1966, с. Амангельды, Тургайская область, Казахская ССР, СССР) — казахстанский предприниматель. Генеральный директор казахстанского холдинга «Компания по управлению активами „Алмалы“», Президент Национального паралимпийского комитета Казахстана, Председатель Наблюдательного совета футбольного клуба «Кайрат».

## Биография
Родился 22 сентября 1966 года в Тургайской области. Происходит из рода Өтей племени аргын.
Окончил в 1989 году Казахский государственный институт физической культуры, учитель. В 2000 году окончил КазНУ, юрист. Кандидат педагогических наук. В 2018 году окончил программу MBA в Insead, The Business School of the World.
- С 1982 по 1991 годы — тренер-преподаватель областной спортшколы при Тургайском облспорткомитете;
- С 1991 по 1993 годы — тренер-преподаватель ДЮСШ № 21 города Алматы;
- С 1993 по 1996 годы — генеральный директор компании «Дека»;
- С 1996 по 1997 годы — вице-президент АОЗТ «Алаш» по общим вопросам;
- С 1997 по 1999 годы — генеральный директор АО «Алтын-Алма»;
- С 1999 по 2000 годы — вице-президент АО «Система»;
- С 2000 по 2002 годы — исполнительный директор ЗАО «КазТрансГаз», коммерческий директор ЗАО «Интергаз Центральная Азия»;
- С 2002 по 2006 годы — заместитель генерального директора АО «КазТрансГаз» по внешним экономическим связям;
- С 2006 по 2013 годы — генеральный директор СП АО «КазРосГаз»;
- С 2009 по 2016 годы — Президент Общественного Объединения «Федерация бокса Костанайской области»;
- С 2012 года — Председатель Наблюдательного совета футбольного клуба «Кайрат»;
- С 2014 года — Генеральный директор казахстанского холдинга Компания по управлению активами «Алмалы»;
- С 2015 года — Франчайзи McDonald’s в Казахстане, России и Беларуси;
- С 17 марта 2015 года — президент Национального паралимпийского комитета Казахстана;
- С июля 2017 года — Вице-президент комитета Союза европейских футбольных ассоциаций (УЕФА), по честной игре и социальной ответственности;
- С 22 ноября 2017 года — Член Попечительского совета Фонда УЕФА для детей;

По данным журнала Forbes, занимает 14 место в списке 50 богатейших бизнесменов Казахстана.
15 марта 2022 года был задержан сотрудниками «Агентства по финансовому мониторингу» (АФМ) в Алматы. Суд арестовал его на два месяца. Позже Специализированный межрайонный следственный суд Астаны неоднократно продлевал срок меры пресечения в виде содержания под стражей. 30 сентября 2022 в АФМ сообщили о завершении расследования уголовного дела по обвинению учредителей ТОО «АзияГазЧунджа» Кайрата Боранбаева и Романа Наханова, а также бывшего заместителя председателя правления АО «Qazaq Gaz» Тайыра Жанұзақа. 30 декабря 2022 суде № 2 Сарыаркинского района Астаны началось рассмотрение уголовного дела в отношении Боранбаева. Боранбаев пояснил, что сделка по поставке газа на внутренний рынок является коммерческим договором купли-продажи, и ничем не отличается от тех, которые заключаются ежедневно во всех сферах экономики. 31 марта 2023 года был признан виновными по делу о хищении 14,5 млрд тенге при перепродаже российского газа нацкомпании «QazaqGaz» и приговорён к 8 годам лишения свободы с конфискацией имущества. 1 июля 2023 Апелляционный суд отменил обвинительный приговор первой инстанции так как суд постановил нарушения уголовно-процессуального закона, выводы суда о виновности основаны на предположениях, при отсутствии подлинников документов за основу взяты копии, достоверность и подлинность которых вызывает сомнения, использованы недопустимые доказательства, и доказательства, которые не проанализированы, не сопоставлены на достоверность и не подтверждены другими объективными доказательствами. 15 сентября 2023 Апелляционная коллегия вынесла решение назначить бизнесмену 6 лет лишения свободы с конфискацией имущества.

## Награды
Также суд постановил внести представление президенту страны о лишении Боранбаева госнаград — орденов «Құрмет», «Еңбек үшін», «Парасат» и «Барыс» 3 степени.
- Орден «Құрмет»;
- Орден «Аль-Фахр» II степени 2010 г.;
- Орден «Даниила Московского» III степени 2012 г.;
- Орден «Славы и Чести» III степени 2012 г.;
- Орден «Енбек Үшiн » (за труды) 2016 г.;
- Орден «Парасат» 2016 г.;
- Азиатский орден[8] 2019 г.;
- Орден «Барыс» III степени 2021 г.;

## Семья
- Дочь — Алима 1993 года.
- Дочь 1995 года
- Сын 2005 года
- Сын 2005 года